# Eomer
Eomer o Eomaer (... – 489 circa) fu, secondo le Cronache anglosassoni, il trisavolo di Creoda di Mercia, primo re di Mercia e quindi antenato dei sovrani merciani. Eomer era figlio di Angeltheow e padre di Icel.
È considerato anche un antenato del primo ministro del Regno Unito Winston Churchill, e di Luigi XVII di Francia.
Il suo nome potrebbe avere ispirato il nome di Éomer, personaggio letterario de Il Signore degli Anelli, visto che J. R. R. Tolkien era uno studioso appassionato della storia e della lingua della Mercia, e basò molti dei nomi dei personaggi di Rohan su esempi della Mercia.